# Алиев, Анар Рагим оглы
Анар Рагим оглы Алиев (азерб. Anar Rəhim oğlu Əliyev; 1980, Баку) — азербайджанский государственный деятель. Министр труда и социальной защиты населения Азербайджана (с 2025).

## Биография
Родился в 1980 году в Баку. В 2000 году окончил факультет международного права Бакинского государственного университета. 
В 2002 году получил степень магистра. В 2006 году получил степень доктора философии в области юриспруденции. 
С 2000 по 2006 год являлся секретарем судебного заседания экономического суда №1 г. Баку.
С 2006 по 2008 год являлся старшим советником, с 2008 по 2018 год начальником юридического отдела Министерства экономики Азербайджана
С 3 февраля 2016 по 2018 год являлся членом Апелляционного совета при Президенте Азербайджана.
С 2018 года — советник министра труда и социальной защиты населения, руководитель аппарата министерства. 
С 30 октября 2018 по 7 февраля 2025 года — заместитель министра труда и социальной защиты населения Азербайджана.
Министр труда и социальной защиты населения Азербайджана (с 7 февраля 2025).

## Семья
Отец, доктор филологических наук, литературовед, писатель Рагим Алиев.

## Награды
- Медаль «За отличие на государственной службе» (19 июня 2012, за заслуги в развитии экономики Азербайджана)[4]